# 15.ª Calle Suroeste
La 15.ª Calle Suroeste o Decimoquinta Calle Suroeste es una vía secundaria ubicada en el cuadrante suroeste de Managua, Nicaragua. Conecta los barrios Bolonia y Batahola Norte, sirviendo como acceso residencial en una zona con funciones educativas, culturales y administrativas.

## Trazado
La calle inicia en su extremo oriental en la intersección con la 12.ª Avenida Suroeste en el barrio Bolonia, y se extiende en sentido oeste atravesando la 27.ª Avenida Suroeste y la NIC-2 (Carretera Nueva a León), hasta culminar en la 35.ª Avenida Suroeste en el barrio Batahola Norte.

## Intersecciones principales
- 12.ª Avenida Suroeste – Entrada desde Bolonia
- 27.ª Avenida Suroeste – Cruce intermedio en zona residencial
- NIC 2  – Vía nacional que conecta Managua con León
- 35.ª Avenida Suroeste – Acceso a zona universitaria y el Hospital Psicosocial José Dolores Fletes

## Barrios que atraviesa
- Bolonia
- Batahola Norte

## Coordenadas
12°8′40″N 86°17′41″O / 12.14444, -86.29472